# Copa Sudamericana 2019
De Copa Sudamericana 2019 was de achttiende van de Copa Sudamericana. Het toernooi vond plaats van 5 februari 2019 tot en met 9 november 2019. Het toernooi werd gewonnen door het Ecuadoraanse Independiente del Valle dat in de finale het Argentijnse CA Colon met 3-1 wist te verslaan. Hiermee plaatste de club zich tevens ook voor de Recopa Sudamericana 2020.

## Loting
De loting voor de competitie vond plaats op 17 december 2018, 20:30 PYST (UTC−3), in de CONMEBOL Convention Centre in Luque, Paraguay.
In de eerste ronde werden de 44 teams verdeeld over 2 zones:
- Zuid- Zone: Teams uit Argentinië, Bolivia, Chili, Paraguay, en Uruguay.
- Noord Zone: Teams uit Brazilië, Colombia, Ecuador, Peru, en Venezuela.

Voor de tweede fase vond een aparte loting plaats op 13 mei 2019..

## Programma
Het programma is als volgt.
| fase          | Loting                             | heenwedstrijd                                                         | terugwedstrijd                                                                     |
| ------------- | ---------------------------------- | --------------------------------------------------------------------- | ---------------------------------------------------------------------------------- |
| 1e fase       | 17 december 2018 (Luque, Paraguay) | 5–7 februari 2019 12–14 februari 2019 19–21 maart 2019 2–4 april 2019 | 19–21 februari 2019 26–28 februari 2019 16–18 april 2019 30 april – 2 & 8 mei 2019 |
| 2e fase       | 13 mei 2019 (Luque, Paraguay)      | 21–23 mei 2019                                                        | 28–30 mei 2019                                                                     |
| Laatste 16    | 13 mei 2019 (Luque, Paraguay)      | 23–25 juli 2019                                                       | 30 juli – 1 augustus 2019                                                          |
| Kwartfinales  | 13 mei 2019 (Luque, Paraguay)      | 20–22 augustus 2019                                                   | 27–29 augustus 2019                                                                |
| Halve finales | 13 mei 2019 (Luque, Paraguay)      | 18–19 september 2019                                                  | 25–26 september 2019                                                               |
| Finale        | 13 mei 2019 (Luque, Paraguay)      | 9 november 2019 in het Estadio General Pablo Rojas, Asunción          | 9 november 2019 in het Estadio General Pablo Rojas, Asunción                       |

## Eindronde

#### Laatste 16
| Team 1        | Tot.          | Team 2                  | 1e wedstr. | 2e wedstr. |
| ------------- | ------------- | ----------------------- | ---------- | ---------- |
| Royal Pari    | 2–4           | La Equidad              | 1-2        | 1-2        |
| Caracas       | 0–2           | Independiente del Valle | 0-0        | 0-2        |
| Peñarol       | 2–5           | Fluminense              | 1-2        | 1-3        |
| Zulia         | 3–3 (u)       | Sporting Cristal        | 1-0        | 2-3        |
| Colón         | 1–1 (4-3 n.p) | Argentinos Juniors      | 0-1        | 1-0        |
| Corinthians   | 4–1           | Montevideo Wanderers    | 2-0        | 2-1        |
| Independiente | 3–3 (u)       | Universidad Católica    | 1-0        | 2-3        |
| Botafogo      | 0–3           | Atlético Mineiro        | 0-1        | 0-2        |

#### Kwartfinale
| Team 1           | Tot.    | Team 2                  | 1e wedstr. | 2e wedstr. |
| ---------------- | ------- | ----------------------- | ---------- | ---------- |
| Atlético Mineiro | 5–2     | La Equidad              | 2-1        | 3-1        |
| Independiente    | 2–2 (u) | Independiente del Valle | 2-1        | 0-1        |
| Corinthians      | 1–1 (u) | Fluminense              | 0-0        | 1-1        |
| Zulia            | 1–4     | Colón                   | 1-0        | 0-4        |

#### Halve finale
| Team 1      | Tot.        | Team 2                  | 1e wedstr. | 2e wedstr. |
| ----------- | ----------- | ----------------------- | ---------- | ---------- |
| Colón       | 3–3 (4–3 p) | Atlético Mineiro        | 2-1        | 1-2        |
| Corinthians | 2–4         | Independiente del Valle | 0-2        | 2-2        |

#### Finale
|                               |                                   |     |             |                                                                                 |
| 9 november 2019 17:30 (UTC-3) | Independiente del Valle           | 3–1 | Colón       | Estadio General Pablo Rojas, Asunción Scheidsrechter: Raphael Claus ( Brazilië) |
| 9 november 2019 17:30 (UTC-3) | León 24' Sánchez 41' Dájome 90+5' |     | Olivera 88' | Estadio General Pablo Rojas, Asunción Scheidsrechter: Raphael Claus ( Brazilië) |